# Hans-Peter Lanig
Hans-Peter Lanig (n. 7 decembrie 1935, Bad Hindelang, Bavaria, Germania – d. 28 ianuarie 2022, Bad Hindelang, Bavaria, Germania) a fost un schior alpin ce a reprezentat Germania, medaliat olimpic. A participat la 2 ediții ale Jocurilor Olimpice (1956, 1960) în care a câștigat o medalie de argint.